# The Next Day (singel)
The Next Day – piosenka Davida Bowiego, trzeci singel z jego dwudziestego czwartego albumu studyjnego zatytułowanego The Next Day. Przed oficjalnym wydaniem singla został on zaprezentowany jego teledysk, który wywołał pewne kontrowersje i był krytykowany jako obraźliwy dla chrześcijaństwa.

## Singel
„The Next Day” został oficjalnie wydany jako singel 17 czerwca 2013.

## Teledysk
Teledysk utworu został pokazany 8 maja 2013. Jego reżyserką jest Floria Sigismondi (także autorka wcześniejszego „The Stars (Are Out Tonight)”), występują w nim między innymi brytyjski aktor Gary Oldman, francuska aktorka i zdobywczyni Oscara Marion Cotillard oraz sam David Bowie.
Ubrany w obszerny habit Bowie występuje na scenie, a Oldman gra rolę biskupa. W teledysku Bowie występuje w klubie w którym przebywają różne postacie religijne i półnagie kobiety. Grana przez Cotillard postać prostytutki oznaczona jest krwawiącymi stygmatami. Teledysk kończy się ponownymi narodzinami postaci Cotillard i słowami Bowiego „Thank you Marion, thank you Gary, thank you everybody” („Dziękuje Marion, dziękuję Gary, dziękuję wszystkim.”).

### Kontrowersje
Teledysk został zaprezentowany w serwisie YouTube skąd został zdjęty w dwie godziny później za rzekome złamanie zasad tego serwisu, ale wkrótce później teledysk został przywrócony. Rzecznik Youtube przyznał, że usunięcie teledysku było błędem który jednak został szybko naprawiony.
Teledysk był bardzo negatywnie komentowany i krytykowany przez różne organizacje katolickie. Rzecznik amerykańskiej Ligi Katolickiej – William Anthony Donohue – skrytykował teledysk za pokazaną tam przemoc, krew i elementy horroru, nazwał przy tym Bowiego „biseksualnym staruszkiem z Londynu” („a switch-hitting, bisexual, senior citizen from London”). Były arcybiskup Canterbury George Carey określił teledysk jako „niedojrzały” dodając, że wątpi aby Bowie był na tyle odważny, aby w podobny sposób zdobył się na użycie muzułmańskiej ikonografii. Negatywnie o wideoklipie wypowiedział się także rzecznik brytyjskiej organizacji Christian Concern mówiąc, że „jest to trochę żałosne, co on chciał przez to osiągnąć?” („It is actually just a bit sad – what is he seeking to achieve?”), a Jack Valero z Catholic Voices stwierdził, że jest on „rozpaczliwy”.
W odpowiedzi na krytykę Williama Donohue na oficjalnej stronie Bowiego opublikowano odpowiedź zatytułowaną „The Next Day, the day after”. Odniesiono się między innymi do słów Donohue o „wydłubanych oczach” stwierdzając, że jest to bezpośrednie odniesienie do św. Łucji.